# Klaus A. Lehmann
Klaus Artur Lehmann (* 7. November 1947 in Neviges, Rheinland) ist ein deutscher Arzt und Naturwissenschaftler.

## Leben und Wirken
Nach dem Besuch von Volksschule und des Städtischen Jungengymnasiums in Velbert absolvierte Lehmann 1966 das Abitur. 1966 begann er das Studium der Chemie an der Rheinisch-Westfälischen Technischen Hochschule (RWTH) in Aachen, wo er 1972 mit einer Arbeit aus dem Gebiet der organischen Chemie zum Dr. rer. nat. promoviert wurde. Nach einer kurzen Tätigkeit in der Klinischen Chemie begann er 1973 ein Medizinstudium an der RWTH Aachen, das 1978 mit dem Staatsexamen und der Approbation zum Arzt abgeschlossen wurde. Als wissenschaftlicher Assistent in der Abteilung Anästhesiologie der RWTH Aachen beschäftigte er sich mit optimierten Dosierungsstrategien für das während der Narkose verabreichte starke Schmerzmittel (Opiat) Fentanyl unter besonderer Berücksichtigung von Pharmakokinetik und Pharmakodynamik. Hieraus stammen die Ergebnisse seiner Promotion zum Dr. med. (1979) und seiner Habilitation (1984). Nach dem Abschluss der Weiterbildung erwarb er 1983 die Anerkennung als Facharzt für Anästhesie. 1985 nahm Lehmann eine Berufung zum Professor für Anästhesie und Intensivmedizin an der Medizinischen Fakultät der Universität zu Köln an, wo er bis 1996 als Oberarzt den Bereich Klinisch-Experimentelle Anästhesie leitete und sich schwerpunktmäßig mit der akuten und chronischen Schmerztherapie befasste. Von 1997 bis 2002 war Lehmann Präsident der Deutschen Gesellschaft zum Studium des Schmerzes (DGSS) und von 2007 bis 2011 Studiendekan der Medizinischen Fakultät an der Universität zu Köln. Mit Ablauf des Wintersemesters 2012/13 trat Lehmann in den Ruhestand.
Wissenschaftlich befasste sich Lehmann mit verschiedenen klinischen Aspekten der Opiatpharmakologie (intraoperative Wachzustände, respiratorisches Risiko, postoperative und chronische Schmerztherapie). Aus seiner Arbeitsgruppe stammen die grundlegenden Untersuchungen der sogenannten patientenkontrollierten Analgesie (PCA), die durch Lehmann im deutschsprachigen Raum eingeführt wurde und inzwischen zu einem weltweiten Standard geworden ist. Aufbauend auf solchen Erkenntnissen war er Wegbereiter für die Entwicklung und klinische Anwendung von transdermalen Opioidsystemen (Pflastern), die seither aus der chronischen Schmerzbehandlung nicht mehr wegzudenken sind.
Lehmann setzte wichtige Impulse auf dem Gebiet der Facharzt-Weiterbildung in der Anästhesie und den Zusatzbezeichnung für Schmerztherapie sowie Palliativmedizin. 1987 etablierte er in Zusammenarbeit mit der Deutschen Akademie für Anästhesiologische Fortbildung (DAAF) das Repetitorium Anaesthesiologicum (Vorbereitung auf die Facharztprüfung), 1998 in Zusammenarbeit mit der DGSS die Schmerzwoche in Mayrhofen (Tirol). An diesen jährlich stattfindenden Fort- und Weiterbildungsmaßnahmen haben bis 2013 mehr als 10.000 Ärzte teilgenommen. Die Klinik wird diese Maßnahmen weiterführen. 1996 leitete er den Deutschen Schmerzkongress in Köln, 2002 den in Aachen.

## Mitgliedschaften
- Deutsche Gesellschaft für Anästhesiologie und Intensivmedizin (DGAI)
- Berufsverband Deutscher Anästhesisten (BDA)
- Deutsche Akademie für Anästhesiologische Fortbildung (DAAF): Vizepräsident 1991–2000
- Deutsche Gesellschaft zum Studium des Schmerzes (DGSS). Präsident 1997–2002
- European Academy of Anaesthesiology
- European Society of Anaesthesiologists (ESA)
- European Association of IASP Chapters (EFIC): Board Director 1997–2003
- International Anesthesia Research Society (IARS)
- International Association for the Study of Pain (IASP)

## Ehrungen
- 1970 Springorum-Denkmünze der RWTH Aachen
- 1972 Borchers-Plakette der RWTH Aachen
- 1983 Sertürner-Preis
- 1984 Rudolf-Frey-Preis
- 1993 Deutscher Schmerzpreis
- 1996 Ehrenmitgliedschaft der Belgischen Gesellschaft für Anästhesie & Reanimation
- 2000 Deutscher Palliativpreis
- 2002 Ehrenmitgliedschaft der Deutschen Gesellschaft zum Studium des Schmerzes
- 2005 Ehrennadel in Gold der Deutschen Gesellschaft für Anästhesiologie und Intensivmedizin
- 2006 Preis für die beste Lehre im Praktischen Jahr, Fachschaft der Medizinischen Fakultät, Universität Köln
- 2012 Ernst-von-Bergmann-Plakette der Bundesärztekammer
- 2012 Ehrennadel in Gold des Berufsverbandes Deutscher Anästhesisten
- 2014 Bundesverdienstkreuz Erster Klasse[1]
- 2015 Ehrenmitgliedschaft der Deutschen Akademie für Anästhesiologische Fortbildung

## Schriften (Auswahl)
- H. Stetter, K. A. Lehmann: Über die Herstellung und den Zerfall von C-, S- und N-Radikalanionen. In: Justus Liebigs Annalen der Chemie. 1973, S. 499–507 (Dissertation, Dr. rer. nat.)
- K. A. Lehmann, D. Daub: Versuch einer Dosierungsoptimierung von Fentanyl in der Neuroleptanalgesie. In: Prakt Anästh. Band 14, 1979, S. 293–302 (Dissertation, Dr. med.)
- K. A. Lehmann: Der Narkosearzt. In: Bild der Wissenschaft. Nr. 2, 1981, S. 50–60
- K. A. Lehmann: Fentanyl. Kinetik und Dynamik. Perimed, Erlangen 1984 (Habilitation)
- K. A. Lehmann, B. Gördes, W. Hoeckle: Postoperative On-Demand Analgesie mit Morphin. In: Anaesthesist. Band 34, 1985, S. 494–501
- K. A. Lehmann: Practical experience with demand analgesia for postoperative pain. In: M. Harmer, M. Rosen, M. D. Vickers (Hrsg.): Patient-controlled analgesia. Blackwell Scientific Publications, Oxford 1985, S. 134–139
- K. A. Lehmann: Intraoperative Wachzustände – eine Herausforderung an die moderne Narkoseführung In: Fortschr Anaesth. Band 1, 1986, S. 9–12
- K. A. Lehmann, C. Henn: Zur Lage der postoperativen Schmerztherapie in der Bundesrepublik Deutschland. Ergebnisse einer Repräsentativumfrage. In: Anaesthesist. Band 36, 1987, S. 400–406
- K. A. Lehmann, U. Reichling, R. Wirtz: Influence of naloxone on the postoperative analgesic and respiratory effects of buprenorphine. In: Eur J Clin Pharmacol. Band 34, 1988, S. 343–352
- K. A. Lehmann: Patient-controlled analgesia for postoperative pain.. In: Adv Pain Res Ther. Band 14, Raven Press, New York 1990, S. 297–324
- K. A. Lehmann: Opioide und Antagonisten. Klinische Pharmakologie für Anästhesisten, Intensivmediziner und Schmerztherapeuten. Springer, Berlin 1990
- K. A. Lehmann (Hrsg.): Der postoperative Schmerz. Bedeutung, Diagnose und Behandlung. Springer, Berlin 1990 (2. erweiterte Auflage 1994)
- K. A. Lehmann, D. Zech (Hrsg.): Transdermal fentanyl. A new approach to prolonged pain control. Springer, Berlin 1991
- S. Grond, D. Zech, S. A. Schug, J. Lynch, K. A. Lehmann: Validation of World Health Organization guidelines for cancer pain relief during the last days and hours of life. In: J Pain Sympt Manage. Band 6, 1991, S. 411–422
- K. A. Lehmann, K. H. Krauskopf: Intraoperative Wachzustände bei balanzierter Anästhesie. Literaturüberblick anhand einer randomisierten Doppelblindstudie mit Fentanyl, Pentazocin und Ketamin. In: Anaesthesist. Band 41, 1992, S. 373–385
- D. F. J. Zech, S. U. A. Grond, J. Lynch, H. G. Dauer, B. Stollenwerk, K. A. Lehmann: Transdermal fentanyl and initial dose-finding with patient-controlled analgesia in cancer pain. A pilot study with 20 terminally ill patients. In: Pain. Band 50, 1992, S. 293–301
- S. Grond, T. Meuser, D. Zech, U. Hennig, K. A. Lehmann: Analgesic efficacy and safety of tramadol enantiomers in comparison with the racemate: a randomised, double-blind study with gynaecological patients using intravenous patient-controlled analgesia. In: Pain. Band 62, 1995, S. 313–320
- S. Grond, D. Zech, K. A. Lehmann, L. Radbruch, H. Breitenbach, D. Hertel: Transdermal fentanyl in the long-term treatment of cancer pain: a prospective study of 50 patients with advanced cancer of the gastrointestinal tract or the head and neck region. In: Pain. Band 69, 1997, S. 191–198
- R. Sabatowski, L. Radbruch, F. Nauck, G. Loick, E. Steden, S. Grond, K. A. Lehmann: Ambulante Hospizdienste – ihre Bedeutung im Rahmen der palliativmedizinischen Versorgung in Deutschland. In: Z Ärztl Fortbild Qualsich. Band 92, 1998, S. 377–383
- K. A. Lehmann: Repetitorium Anaesthesiologicum. Fit in die Facharztprüfung. In: Dtsch Ärztebl. Band 97, 2000, S. A524
- K. A. Lehmann, J. H. Schultz: Zur Lage der anästhesiologischen Weiter- und Fortbildung in Deutschland. Ergebnisse einer Repräsentativumfrage. In: Anaesthesist. Band 50, 2001, S. 248–261
- L. Radbruch, R. Sabatowski, F. Petzke, A. Brunsch-Radbruch, S. Grond, K. A. Lehmann: Transdermal fentanyl for the management of cancer pain: a survey of 1005 patients. In: Palliat Med. Band 15, 2001, S. 309–321
- K. Lehmann, L. Radbruch, H. H. Gockel, D. Neighbors, G. Nuyts: Cost of opioid therapy for chronic nonmalignant pain in Germany: an economic model comparing transdermal fentanyl (Durogesic) with controlled-release morphine. In: Eur J Health Econom. Band 3, 2002, S. 111–119
- K. A. Lehmann (Hrsg.): Analgetische Therapie mit Opioiden. Uni-Med, Bremen 2002
- U. T. Egle, S. O. Hoffmann, K. A. Lehmann, W. A. Nix (Hrsg.): Handbuch chronischer Schmerz. Grundlagen, Pathogenese, Klinik und Therapie aus bio-psycho-sozialer Sicht. Schattauer, Stuttgart 2002
- K. A. Lehmann: Recent Developments in Patient-Controlled Analgesia (PCA). In: J Pain Symptom Manage. Band 29, 2005, S. S72–89